# Waku Waku Sonic Patrol Car
Waku Waku Sonic Patrol Car (яп. わくわくソニックパトカー Ваку Ваку Соникку Пато Ка:) — видеоигра серии Sonic the Hedgehog, разработанная компанией Sega AM1 и изданная Sega для аркадных автоматов Sega System C-2 в 1991 году.

## Игровой процесс

На протяжении игры Соник управляет полицейской машиной, контролируемой игроком

Waku Waku Sonic Patrol Car представляет собой аркадный автосимулятор, выполненный в двухмерной графике с видом сверху. В начале игры ёж Соник выходит из полицейского участка и прыгает в свою патрульную машину. После этого начинается движение и игрок может управлять автомобилем, как ему заблагорассудится, в том числе включить или выключить сирену, или выпрыгнуть из машины, для чего у аркадного автомата предусмотрены руль, педаль, кнопки и рычаг. На дорогах могут встречаться перекрёстки. Если на светофоре горит красный цвет, игрок должен остановиться, чтобы пропустить животных. После появления доктора Эггмана, который начинает толкать машины, игрок должен включить сирену и преследовать его. Чтобы атаковать злодея, нужно нажимать на кнопку, чтобы Соник выпрыгнул и ударил его. Во время преследования нужно избегать бомб, которые злодей бросает на дорогу, чтобы замедлить скорость автомобиля Соника. При достаточно большом повреждении, машина взрывается, но Эггман остаётся невредимым. Если игрок долгое время не будет предпринимать каких либо действий, противник уйдёт от него. Вне зависимости от результата, Соник возвращается в полицейский участок и прощается с игроком. В зависимости от того, насколько хорошо игрок избегал столкновений, зарабатываются до пяти звёзд.

## Разработка и выход игры
Waku Waku Sonic Patrol Car была разработана компанией Sega AM1, которая занимается выпуском игр для аркадных автоматов. Симулятор работает на системе C-2 PCB, платы которой были на консоли Sega Mega Drive/Genesis. Фоновой музыкой в игре является тема «Green Hill Zone», первого уровня игры Sonic the Hedgehog. Графика и спрайты в Waku Waku Sonic Patrol Car отличаются от используемых в оригинальной Sonic the Hedgehog. Игра также содержит образцы речи, что делает её одной из первых игр серии Sonic the Hedgehog, где персонажи озвучены. Так, ежа Соника озвучил Такэси Кусао, а доктора Эггмана — Масахару Сато, которые позже озвучили их в следующих играх серии, выпущенных для аркадных автоматов.
Waku Waku Sonic Patrol Car была выпущена в 1991 году только в Японии. Из-за небольшой популярности автомат является большой редкостью на вторичном рынке. В сентябре 2015 года образ игры воспроизводится через эмулятор MAME.

## Оценки и мнения
Большинство отзывов игра получила лишь в 2015 году, после выхода обновлённой версии эмулятора MAME, благодаря которому можно пройти Waku Waku Sonic Patrol Car на персональном компьютере. Дэвид Молке из сайта GamesPilot назвал аркаду вместе с SegaSonic Cosmo Fighter легендарной, а её выход в 1991 году — странной главой в истории Соника. Представитель Kotaku Люк Планкетт заявил, несмотря на свою редкость и раритетность, сама программа MAME не может передать тот дух, который ощущается во время прохождения на настоящем аркадном автомате. Критику из Digital Spy не понравилось в Waku Waku Sonic Patrol Car передвижение с помощью автомобиля, так как это замедляет скорость Соника, и посчитал не очень хорошей идеей озвучивать ежа и Эггмана.